# Sorelle Soska

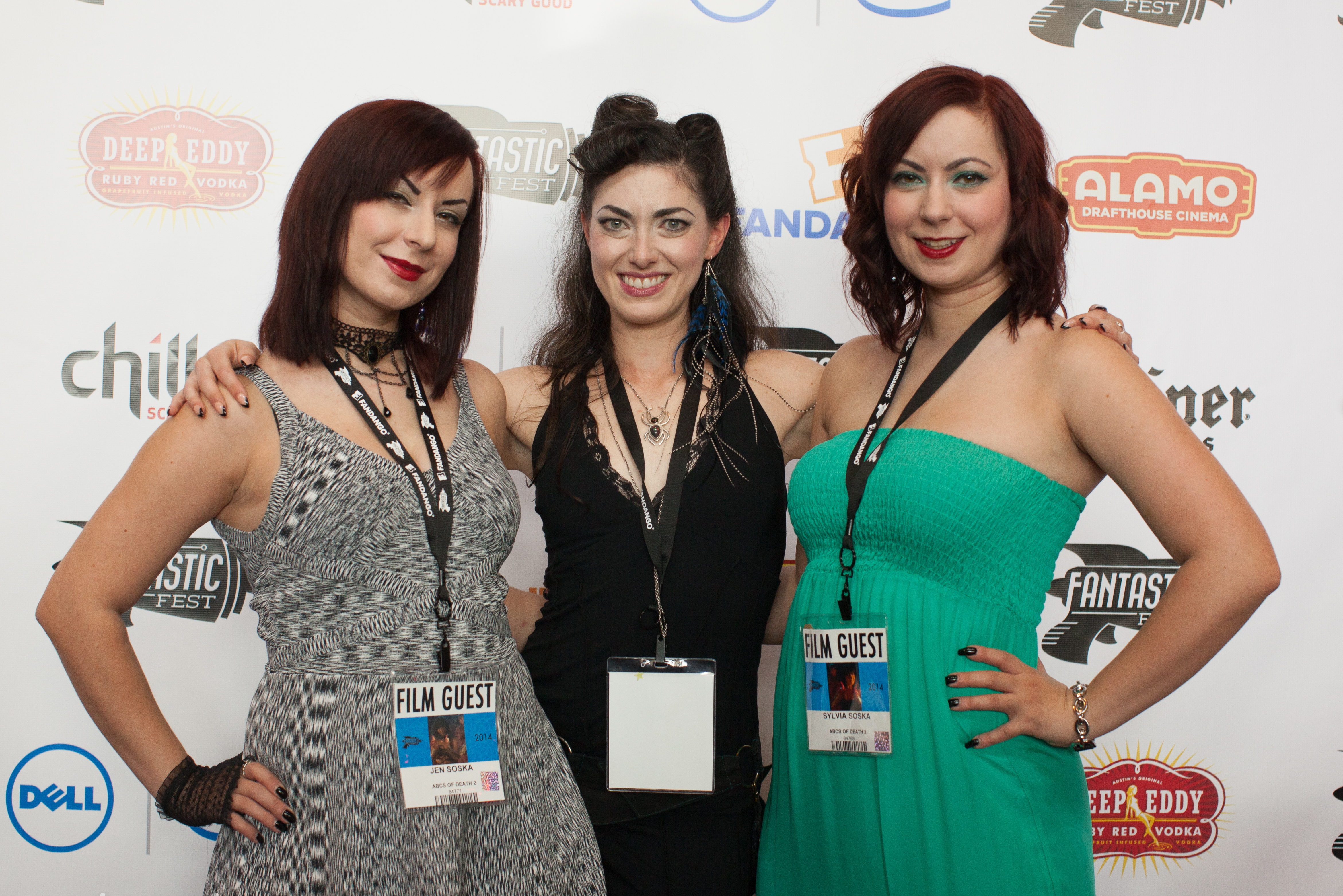
Jen Soska (sinistra) e Sylvia Soska (destra) con l'attrice Tristan Risk (centro) al Fantastic Fest nel 2014.

Jen Soska (North Vancouver, 29 aprile 1983) e 
Sylvia Soska (North Vancouver, 29 aprile 1983) conosciute anche come The Soska Sisters o The Twisted Twins, sono due sorelle gemelle canadesi che lavorano nel mondo del cinema come attrici, registe, produttrici e sceneggiatrici.

## Biografia
Note per aver diretto film horror violenti e viscerali come Dead Hooker in a Trunk, Il collezionista di occhi 2 e American Mary. Hanno inoltre diretto Rabid, remake dell'omonimo film di David Cronenberg.

## Filmografia parziale

### Attrici

#### Cinema
- Josie and the Pussycats, regia di Harry Elfont e Deborah Kaplan (2001)
- Behind the Roses, regia di John Tench - cortometraggio (2008)
- Bite Me, regia di Winston Rekert - cortometraggio (2008)
- Lit Up, regia di Winston Rekert - cortometraggio (2008) - solo Sylvia
- Doppelganger, regia di C.J. Wallis - cortometraggio (2008)
- ReGOREgitated Sacrifice, regia di Lucifer Valentine (2008)
- Dead Hooker in a Trunk, regia di Jen e Sylvia Soska (2009)
- Cumberdale, regia di Winston Rekert - cortometraggio (2009)
- Tarantino's Basterds, regia di Jen e Sylvia Soska - cortometraggio (2009)
- Bad Girls, regia di Jen e Sylvia Soska - cortometraggio (2009)
- The Hornet, regia di C.J. Wallis - cortometraggio (2009)
- Runaway, regia di C.J. Wallis - cortometraggio (2011) - solo Jen
- American Mary, regia di Jen e Sylvia Soska (2012)
- F4L: Friends 4 Life, regia di Kristian Hanson e John B Sovie II (2012)
- Soskas, episodio di WiH Massive Blood Drive PSA, regia di Jen e Sylvia Soska - cortometraggio (2014)
- Fight Like a Girl, regia di Jen e Sylvia Soska (2014)
- Suburban Gothic, regia di Richard Bates Jr. (2014)
- W is for Wish, episodio di The ABCs of Death 2, regia di Steven Kostanski (2014)
- Il collezionista di occhi 2 (See No Evil 2) , regia di Jen e Sylvia Soska (2014)
- Give It Up, regia di Jen e Sylvia Soska (2015)
- Dead Rising: Watchtower, regia di Zach Lipovsky (2015)
- The Blackburn Asylum, regia di Lauro David Chartrand-DelValle (2015)
- WiH Massive Blood Drive PSA Twinpool, regia di Lauro David Chartrand-DelValle, Jen e Sylvia Soska - cortometraggio (2018)
- Rabid, regia di Jen e Sylvia Soska (2019)
- Death Rider in the House of Vampires, regia di Glenn Danzig (2021)

#### Televisione
- Kyle XY - serie TV, episodio 2x23 (2008)

### Registe
- Dead Hooker in a Trunk (2009)
- Tarantino's Basterds - cortometraggio (2009)
- Bad Girls - cortometraggio (2009)
- WiH Massive Blood Drive PSA 2010 - cortometraggio (2010)
- WiH Massive Blood Drive PSA 2011 - cortometraggio (2011)
- Twisted Twins - cortometraggio direct-to-video (2012)
- American Mary (2012)
- Independent Cat - cortometraggio (2012)
- WiH Massive Blood Drive PSA 2013 - cortometraggio (2013)
- Soskas, episodio di WiH Massive Blood Drive PSA - cortometraggio (2014)
- Fight Like a Girl - cortometraggio (2014)
- T is for Torture Porn, episodio di The ABCs of Death 2 (2014)
- Il collezionista di occhi 2 (See No Evil 2, 2014)
- Give It Up, episodio di Women in Horror Month: Massive Blood Drive - cortometraggio (2015)
- Kill-Crazy Nymphos Attack - cortometraggio (2015)
- Vendetta (2015)
- WiH Massive Blood Drive PSA 2016 (Blood Drive for Hilter) - cortometraggio (2016)
- Blood Drive for Hitler, episodio di WIH Massive Blood Drive PSA 2016 - cortometraggio (2016)
- WiH Massive Blood Drive PSA Twinpool, co-regia con Lauro David Chartrand-DelValle - cortometraggio (2018)
- WiH Massive Blood Drive PSA Give It Away - cortometraggio (2019)
- Rabid (2019)
- Festival of the Living Dead (2024)

## Programmi televisivi
- Hellevator (2015-2016) - conduttrici